# Office pour les insectes et leur environnement
L’Office pour les insectes et leur environnement (Opie) est une ONG qui œuvre pour la connaissance et la protection des insectes en France hexagonale. Les activités de l’Opie sont très diverses : études de terrain, animations scolaires ou grand public, formations professionnels, animation de réseau naturaliste, édition de revues… Basée à Guyancourt, elle regroupe plus de 2000 adhérents.
Elle est agréée par le Ministère de l'Environnement et celui de l'Éducation nationale, et elle est partenaire de l'Inventaire national du patrimoine naturel. Enfin, ses formations sont certifiées Qualiopi par le gouvernement.

## Historique
L’Opie est fondée en 1969 par Pierre Grison (1912-2000) de l'INRA pour rassembler des entomologistes professionnels et amateurs. Initialement créé sous le nom « Office pour l’information entomologique », celui-ci est modifié en 1976 et devient « Office pour l’information éco-entomologique ».
Suivront des années de développement des politiques de protection de la nature auxquelles Robert Guilbot – Secrétaire général de 1984 à 2005 – prendra part.
L’association deviendra officiellement l’Office pour les insectes et leur environnement en 2002, choisissant de s’ouvrir davantage au grand public.

## Localisations, associations de régions et groupes de travail
La localisation historique de l’Opie est à Guyancourt, où se situent toujours les équipes de direction, d’administration et l’équipe études.
L’équipe d’animations occupe la Maison des insectes à Carrières-sous-Poissy (Île-de-France), ce lieu permet d’accueillir le grand public et des événements. Des insectes vivants y sont exposés à des fins pédagogiques.
L’Opie est aussi très active en Occitanie à travers une antenne à Montpellier.
Il existe trois associations régionales, possédant leur propre conseil d'administration : Opie Franche-Comté, Opie Midi-Pyrénées et Opie Provence-Alpes du Sud.
Des groupes de travail ont aussi vu le jour : Opie Poitou-Charentes, Opie-benthos, Opie-odonates, Opie Île-de-France et Opie symphytes.
Le groupe de travail Opie-benthos édite une revue d'articles scientifiques dédiées aux différents ordres d'insectes aquatiques : Ephemera. Le groupe de travail Opie-odonates édite quant à lui la revue Martinia, dédiée aux odonates.

## Interventions, animations et communication
L’Opie propose différents services au public, entreprises et collectivités, notamment : des animations en groupe ou auprès du grand public, des formations professionnelles en entomologie (certifiée Qualiopi), des expertises d’identification d’insectes, des études et inventaires ou encore des Plans Nationaux d’Actions.
En collaboration avec le Muséum national d'histoire naturelle, l’Opie copilote quatre programmes de sciences participatives :
- Le Spipoll : Suivi photographique des insectes pollinisateurs.
- Qubs : suivi de la QUalité Biologique des Sols.
- Le STERF : Suivi TEmporel des Rhopalocères de France.
- Le STELI : Suivi TEmporel des Libellules.